# أدب كوري

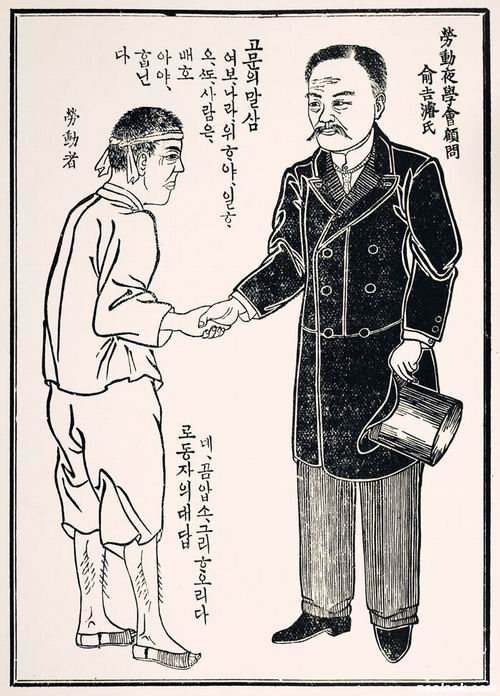

الأدب الكوري هو الإنتاج الادبي المتكوب باللغة الكورية في شبه الجزيرة الكورية. وينقسم إلى أدب قديم كلاسيكي وحديث. وكان الأدب القديم يكتب باللغة الصينية الكلاسيكية والكورية، باستخدام أبجدية إيدو وجوجيول في البداية، ثم أخيرا باستخدام أبجدية هانجول.
ويختلف الأدب الكوري القديم الكلاسيكي عن الحديث في صفاته وموضوعاته. وقد تأثر الأدب الكلاسيكي بالكنفوشيوسية والبوذية والشيمانية، وأكبر المؤثرات البوذية ويليها التأثير الكونفوشيوسي وخاصة تحت حكم مملكة تشوسون.
أما الأدب الحديث فتطور تحت تأثير اتصاله بالثقافة الغربية، ودفع بها إلى الاتجاه إلى المدنية. وسادت التيارات الأدبية الأوروبية في الأدب الحديث. ومع انتشار التعليم وترسخ اللغة القومية وازدهار الحركة الأدبية، تم إلغاء نظام الكتابة باللغة الصينية، التي كانت لوقت طويل تعكس ثقافة الطبقة الحاكمة، وانقشع بذلك تأثير الثقافة الصينية على الحركة الادبية الكورية.